# Schloss Vogelsang (Vogelsang-Warsin)

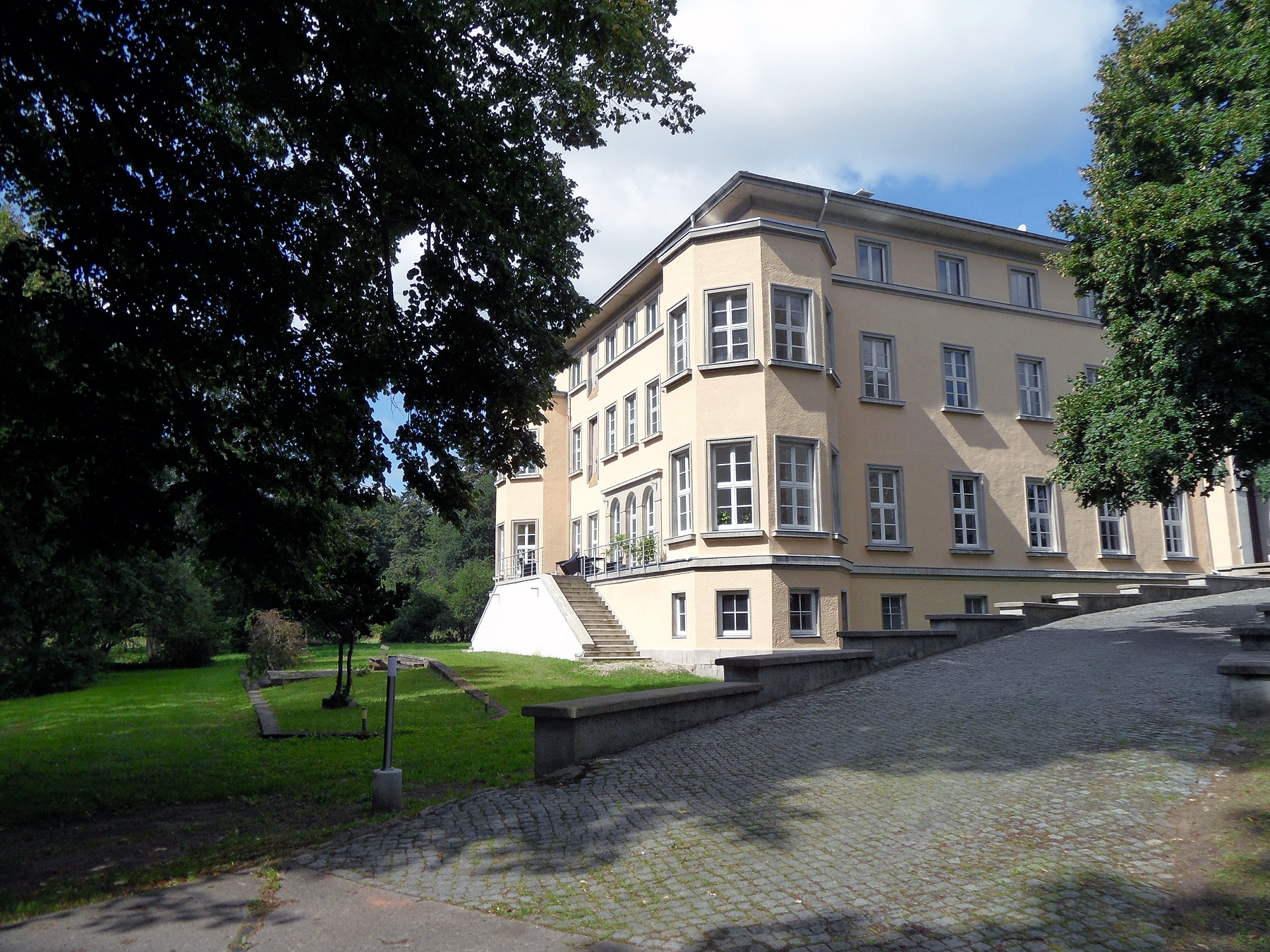
Teilansicht nach Renovierung, 2011

Das Herrenhaus Schloss Vogelsang befindet sich in der heutigen Gemeinde Vogelsang-Warsin im Landkreis Vorpommern-Greifswald im äußersten Osten Mecklenburg-Vorpommerns.

## Geschichte

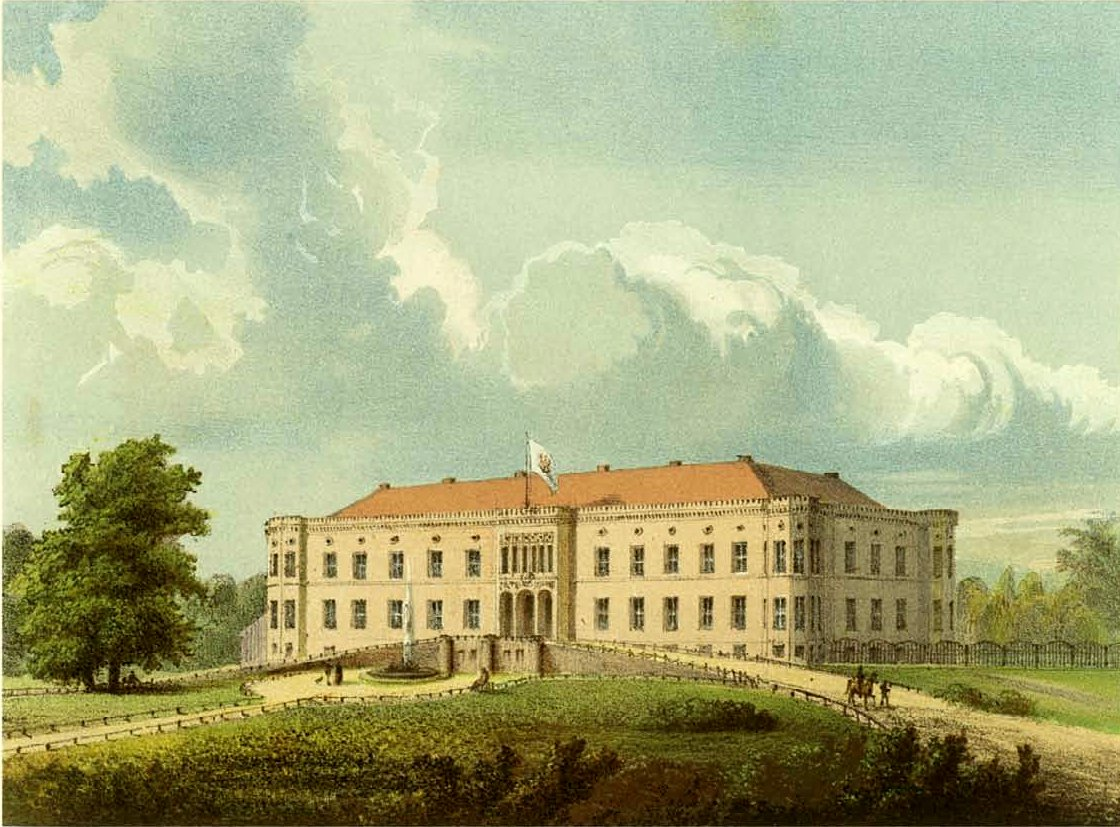
Schloss Vogelsang, um 1857/58, Sammlung Alexander Duncker

Auf den Grundmauern einer ehemaligen Burg ließ Bernd Friedrich von Enckevort im Jahr 1711 ein zweigeschossiges Gutshaus bauen.
1828 folgte eine Erbgrabstätte der Familie von Enckefort, die heute unter Denkmalschutz steht, und in den Jahren 1845 bis 1847 wurde das Gutshaus unter dem Schlossherrn Eduard Friedrich von Enckevort durch einen Neubau im neugotischen Stil ersetzt, zu dem Eduard Knoblauch und Karl Friedrich Schinkel die Pläne geschaffen hatten. Nach einem Brand im Jahr 1937 erhielt es noch ein Mezzaningeschoss, so dass es heute drei Geschosse besitzt; allerdings erfolgte die Sanierung nach diesem Unglücksfall in eher nüchternem architektonischem Stil. Das Schloss ist ein sechzehnachsiges Gebäude mit oktogonalen Ecktürmen und Zinnenaufbau im Stil der Tudorgotik. An der Hauptfassade befindet sich ein polygonaler Mittelrisalit. Die Hauptachsen des Gebäudes sind in nord-südlicher bzw. ost-westlicher Richtung angelegt; der Grundriss ist weitgehend achsensymmetrisch. Vor dem Hauptportal befindet sich ein Rondell. Das Schloss ist von einem etwa 12.000 m² großen Park umgeben.
1892 gehörte Vogelsang mit den 2316 ha Land, davon 1817 ha Wald, dem Major Adrian von Enckevort, er war Fideikommissherr. 1914 fiel sein Sohn und Nachfolger Kurt Eduard Otto von Enckevort, geboren 1878, als Kürassier-Reserveleutnant im Ersten Weltkrieg. Er vererbte Vogelsang mit Nebenbesitzungen an seinen Sohn Bernd-Bogislav von Enckevort, der den Besitz später nicht mehr halten konnten. Noch 1928 gehörten ihm das Rittergut Vogelsang mit Vorwerk Adlig Bellin, Warsin, Carlshof und Fraudenhorst, gesamt 5679 ha.
Das Gutshaus wurde dann zunächst als Landschulheim genutzt und 1934 dem Reichsbund der Deutschen Beamten übereignet, der dort ein Schulungslager einrichtete. Dieses trug den Namen „Franz-Schwede-Coburg-Beamtenlager“. Vom vormaligen Rittergut blieb 1939 ein Restgut von 150 ha im bürgerlichen Besitz.
Im Zweiten Weltkrieg diente das Schloss als Lazarett, anschließend als Kinderheim „August Bebel“. Nachdem das Kinderheim im Jahr 1993 ausgezogen war, stand das Gebäude leer. In den 2000er Jahren wurde das Bauwerk saniert, in Eigentumswohnungen aufgeteilt und zum Kauf angeboten. Das Bauwerk gilt als denkmalwertes Gebäude.

## Schlossherren
- Eduard Friedrich von Enckevort (1808–1883), preußischer Politiker, Gutsbesitzer
- Adrian von Enckevort (1840–1898), preußischer Politiker und Offizier, Gutsbesitzer

## Fotos

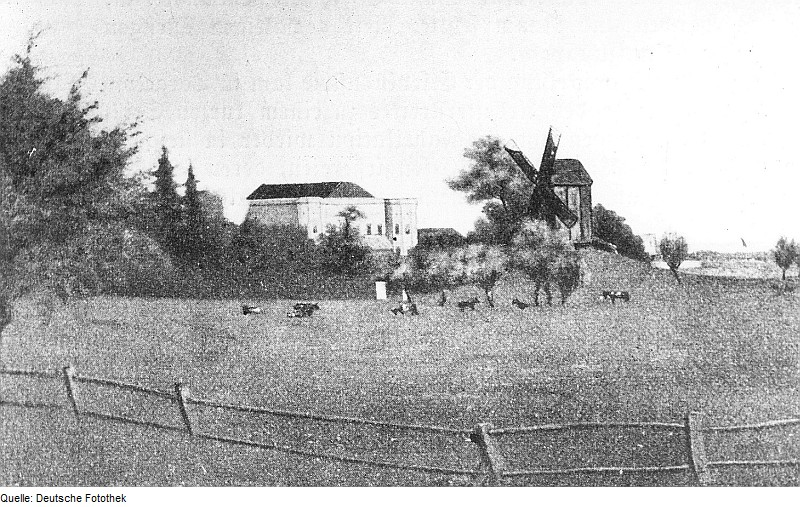
Herrenhaus und Bockmühle, 1914
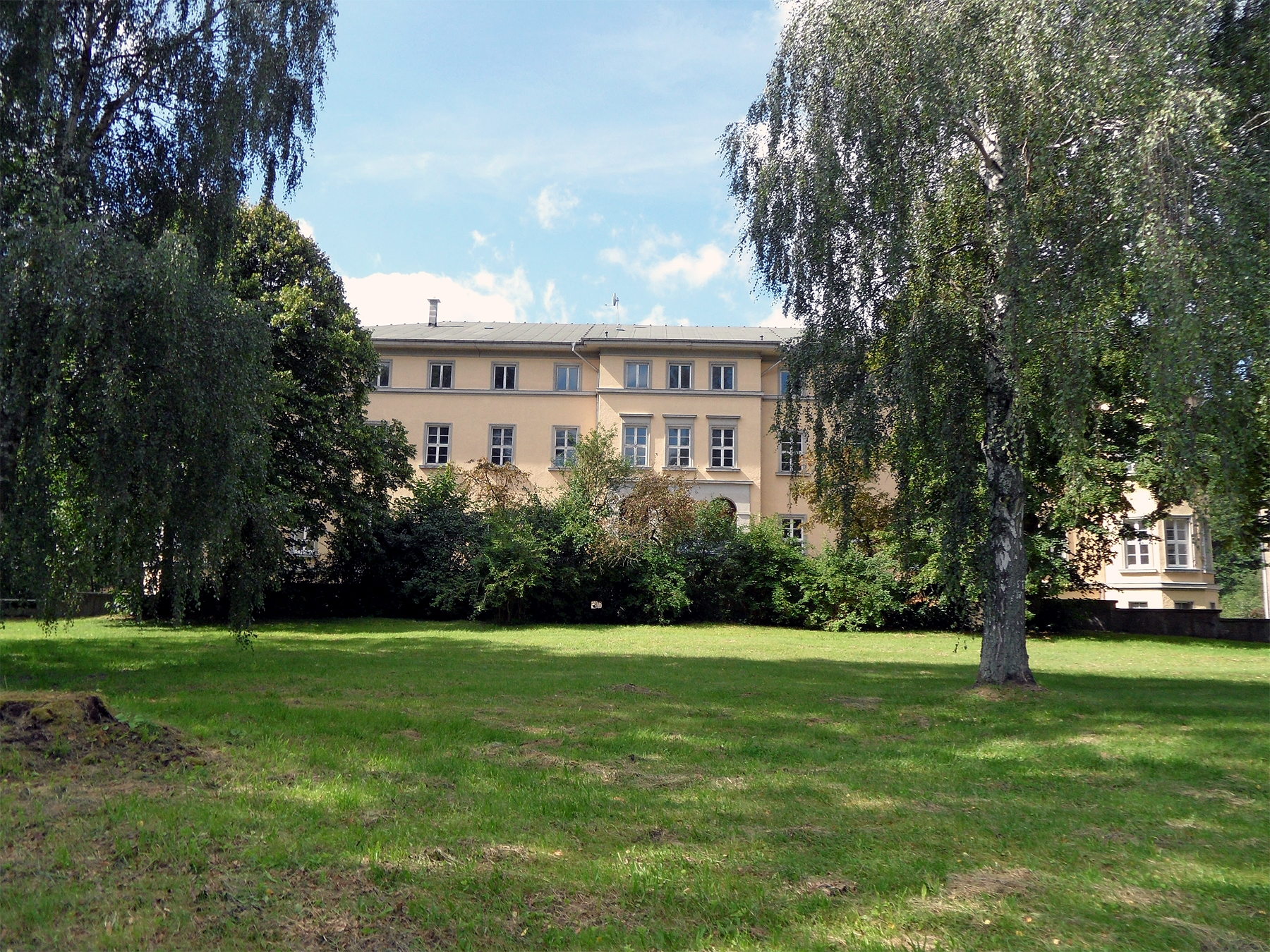
Teilansicht des Herrenhauses, 2011
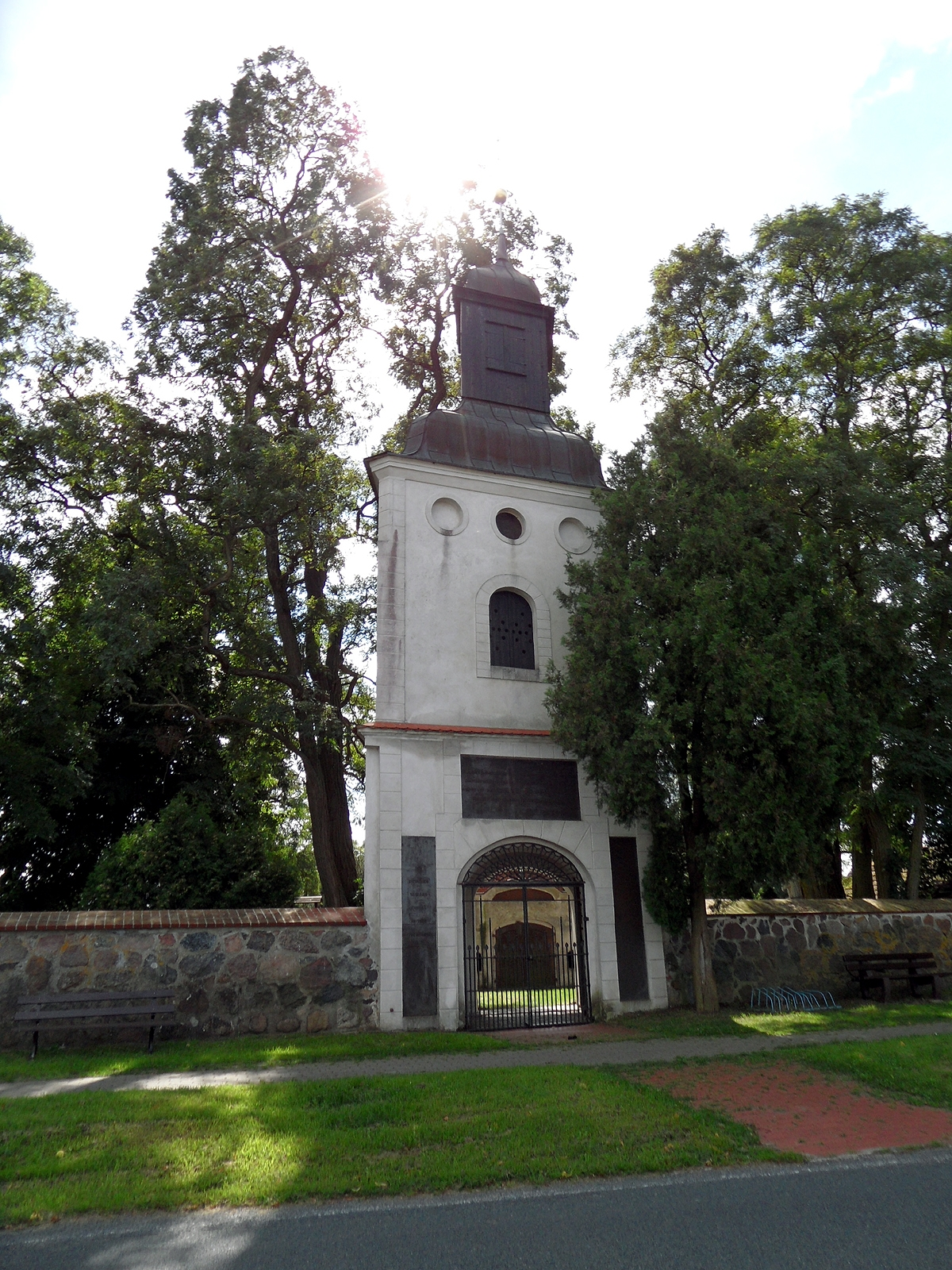
Torturm am Friedhof und Erbbegräbnis derer von Enckevort, 2011
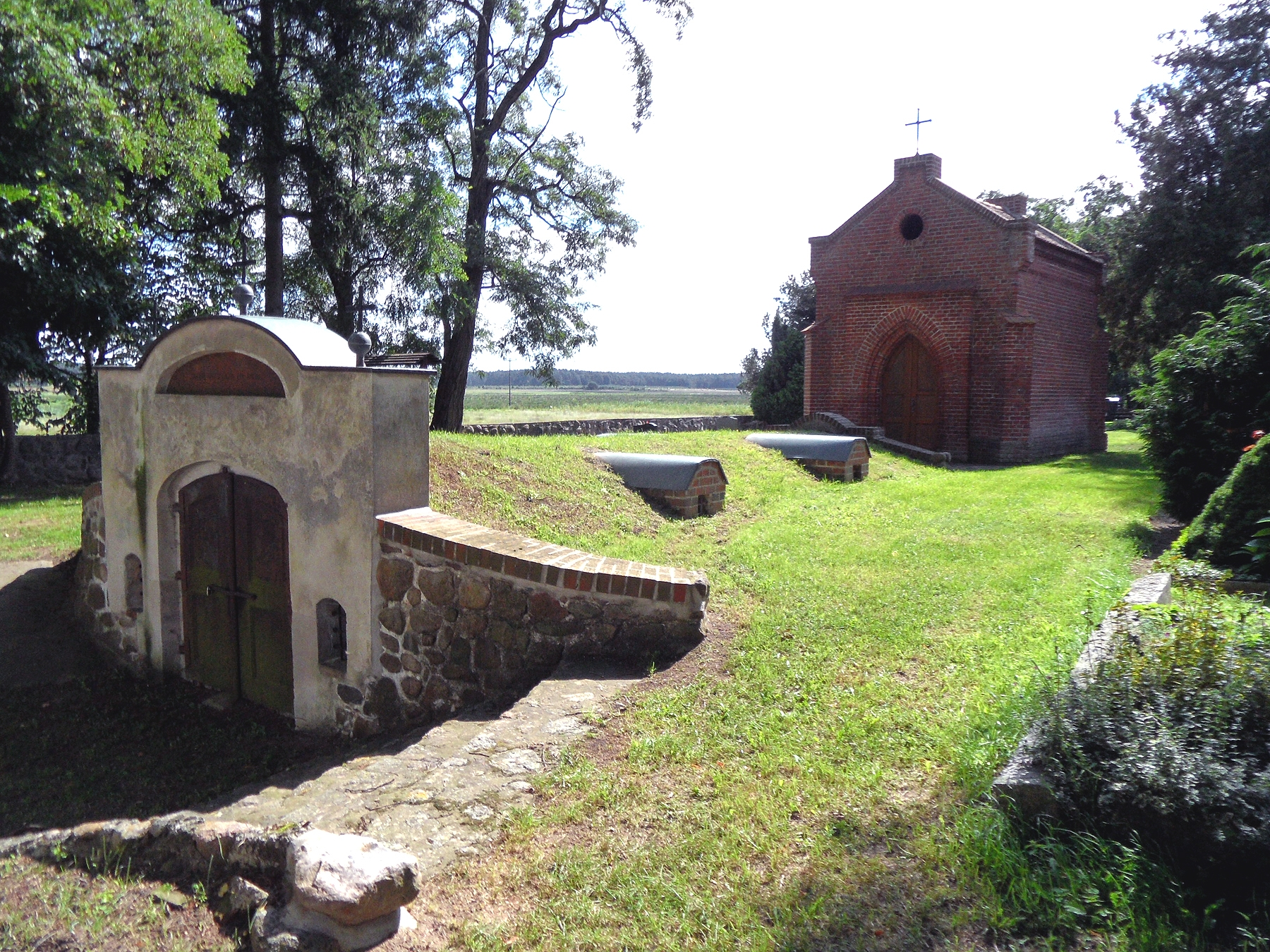
Erbbegräbnisstätte derer von Enckevort, 2011